# Municipio de Brushcreek
El municipio de Brushcreek (en inglés: Brushcreek Township) es un municipio ubicado en el condado de Highland en el estado estadounidense de Ohio. En el año 2010 tenía una población de 1381 habitantes y una densidad poblacional de 12,3 personas por km².

## Geografía
El municipio de Brushcreek se encuentra ubicado en las coordenadas 39°6′58″N 83°24′55″O / 39.11611, -83.41528. Según la Oficina del Censo de los Estados Unidos, el municipio tiene una superficie total de 112.27 km², de la cual 112,15 km² corresponden a tierra firme y (0,11 %) 0,13 km² es agua.

## Demografía
Según el censo de 2010, había 1381 personas residiendo en el municipio de Brushcreek. La densidad de población era de 12,3 hab./km². De los 1381 habitantes, el municipio de Brushcreek estaba compuesto por el 97,54 % blancos, el 0,29 % eran afroamericanos, el 0,51 % eran amerindios, el 0,07 % eran isleños del Pacífico, el 0,07 % eran de otras razas y el 1,52 % eran de una mezcla de razas. Del total de la población el 0,29 % eran hispanos o latinos de cualquier raza.